# Noemi Serpellon
Noemi Serpellon (19 agosto 1931) è un'ex cestista italiana.

## Carriera
Ha disputato con l'Italia i Campionati europei del 1952.